# Johann Friedrich Franz von Steinen
Johann Friedrich Franz von Steinen (* 25. Februar 1758 in Unna; † 31. Januar 1819 in Gummersbach) war ein deutscher Pfarrer, Historiker und Autor.

## Leben
Johann Friedrich Franz entstammte dem westfälischen Adelsgeschlecht Steinen, das für die Entwicklung nicht nur des märkischen Luthertums, sondern auch der Historiographie des märkischen Raumes bedeutsam war. Sein Großvater Johann Dietrich von Steinen (1699–1759) war der Verfasser der „Westphälischen Geschichte“, eines heute noch für die Geschichtsforschung relevanten Quellenwerks.
Von Steinen kam als Sohn des Kreisphysikus (Arztes) Johann Christoph von Steinen und der Helene Johanna Regina Davidis in Unna zur Welt und wurde ursprünglich auf den Namen Dietrich Franz Wilhelm getauft. Nach seinem Theologiestudium trat er am 28. November 1784 eine Stelle als Vikar in Gummersbach an der dortigen Hauptkirche an. Zwei Jahre später heiratete von Steinen Maria Magdalena Middelhoff, mit der er zwischen 1787 und 1801 vier Töchter und zwei Söhne zeugte. J. F. F. von Steinen fungierte in Gummersbach von 1796 bis zu seinem Tode als Pastor primarius.

## Historische Arbeit
Wie seine Vorfahren geschichtsinteressiert, widmete sich von Steinen neben seiner seelsorgerischen Tätigkeit dem Sammeln zahlreicher historischer Dokumente und wertete unter anderem das Schwarzenbergische Archiv zu Gimborn aus.
Diese Arbeit fand ihren Niederschlag sowohl in dem Buch „Beschreibungen der Kirchspiele Gummersbach, Lieberhausen, Gimborn und Müllenbach samt Beschreibung des Klosters Marienheÿde“, als auch in einer in den Kirchspielbeschreibungen mehrfach zitierten „Geschichte des Landes“ und einem „Verzeichnis der Familien des gantzen Kirchspiels Gummersbach“. Diese Werke dienen heute als unverzichtbare Quellen zur Nachvollziehbarkeit der Gummersbacher Geschichte und der Geschichte der Reichsherrschaft Gimborn-Neustadt.
Weitere Beschreibungen der mit der Hauptkirche in Gummersbach zu von Steinens Zeit durch das Kollationsrecht verbundenen Kirchspiele Ründeroth und Wiedenest werden von ihm in den erwähnten Texten zwar mehrfach genannt, liegen aber nicht vor, da sie entweder vom Autor nicht mehr realisiert werden konnten oder verlorengegangen sind. Die Beschreibungen einiger Kirchspiele der ehemaligen Herrschaft Gimborn-Neustadt wurden in den ersten beiden Jahrzehnten des 19. Jahrhunderts verfasst.
Zu von Steinens Lebzeiten wurde keines seiner Werke gedruckt. Erst 1856 erschien bei Friedrich Luycken in Gummersbach eine leicht modernisierte Fassung der Beschreibung des Kirchspiels Gummersbach und wurde 1896 zum zweiten Mal aufgelegt. Die übrigen Kirchspielbeschreibungen blieben unveröffentlicht.
Lediglich die „Geschichte des Landes“ ist ab 1836 in mehreren Ausgaben des Aggerblattes auszugsweise gedruckt worden.